# 沼田徳重
沼田 徳重（ぬまた とくしげ、1887年（明治20年）7月17日 - 1939年（昭和14年）8月12日）は、日本の陸軍軍人。陸軍中将正四位勲一等功二級。茨城県那珂郡額田村（現在の那珂市）出身。
教育総監部高級課員として陸軍軍隊教育の改革を先導、特に戦闘綱要の改正編纂を行った。また、東京帝国大学の配属将校を務め、軍隊教育関係の著作を発表するなど、軍隊教育の発展に努めた。

## 経歴
- 1905年（明治38年）3月 - 茨城県立太田中学校（現在の茨城県立太田第一高等学校）卒業
- 1907年（明治40年）6月 - 陸軍士官学校卒業（19期） 
  - 12月 - 陸軍歩兵少尉・近衛歩兵第2連隊附
- 1910年（明治43年）2月 - 陸軍歩兵中尉
- 1912年（大正元年）12月 - 陸軍大学校入学
- 1915年（大正4年）12月 - 陸軍大学校卒業(27期)・近衛歩兵第2連隊中隊長
- 1917年（大正6年）8月 - 陸軍歩兵大尉・参謀本部部員（第1部第2課演習班）
- 1919年（大正8年）12月 - 第1師団参謀
- 1923年（大正12年）3月 - 陸軍歩兵少佐・歩兵第14連隊（小倉）大隊長
- 1927年（昭和2年）7月 - 陸軍歩兵中佐・陸軍工兵学校教官兼教育総監部第1課高級課員兼陸軍大学教官
- 1931年（昭和6年）8月 - 陸軍歩兵大佐・東京帝国大学配属将校
- 1933年（昭和8年）12月 - 千葉連隊区司令官
- 1936年（昭和11年）8月 - 陸軍少将・第2師団司令部附
- 1937年（昭和12年）9月 - 歩兵第26旅団長（仙台）
- 1939年（昭和14年）3月 - 陸軍中将・第114師団長（山東省済南駐屯）
  - 8月 - 福岡陸軍病院にて逝去。墓所は多磨霊園[2]。

## 栄典
勲章等
- 1939年（昭和14年）4月13日  - 勲二等瑞宝章[3]

## 主要著作
- 『軍隊教育要論』（昭和7年、兵書出版社）
- 『国府台古戦史』（昭和11年、房総郷土研究会）